# Pablo La Parra Pérez
Pablo La Parra Pérez (Gandia, 1987) es historiador del arte y doctor por la Universidad de Nueva York con una tesis sobre cine militante. Desde mayo de 2024 es director de la Filmoteca de Catalunya. Anteriormente ha sido profesor y responsable del departamento de investigación de Elías Querejeta Zine Eskola en San Sebastián. Entre 2018 y 2022 conceptualizó y dirigió el proyecto «Zinemaldia 70: Todas las historias posibles», impulsado por el Festival Internacional de Cine de San Sebastián y Elías Querejeta Zine Eskola, que ha conducido a la investigación, conservación y accesibilidad del archivo del festival.
Su trabajo le ha llevado a interesarse por las relaciones entre cultura visual, historia y política desde diferentes puntos de vista, a menudo en la frontera entre disciplinas. En los últimos años sus contribuciones académicas se han centrado en el análisis de las culturas del cine militante de las décadas de 1960 y 1970.
Ha comisariado y dirigido exposiciones y programas públicos, como la exposición «El festival ha tenido 24 ediciones.No nos gusta» en Artium, el curso «Archivos rebelados: trabajar con imágenes supervivientes» en el Institut d'Humanitats de Barcelona (junto con Enrique Fibla Gutiérrez), o el proyecto de investigación artística «Europa, futuro anterior» en Tabakalera - Centro Internacional de Cultura Contemporánea, entre otros.